# Chariclea darollesi
Chariclea darollesi là một loài bướm đêm trong họ Noctuidae.